# Antonie Baumberg

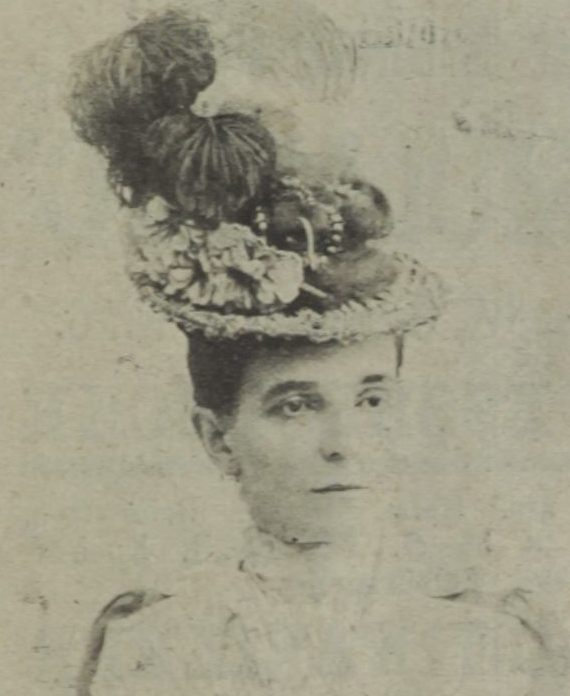
Antonie Baumberg, um 1899

Antonie Baumberg (* 24. April 1857 in Linz als Antonia Anna Stadlbauer; † 15. April 1902 in Wien; eigentlich Antonie Kreiml) war eine österreichische Schriftstellerin.

## Leben
Antonie Baumberg, wie sie sich später nannte, wuchs als Pflegekind des Gutsbesitzers Franz Poizat in Baumgartenberg in Oberösterreich auf. Sie heiratete 1879 den Offizier Arthur Kreiml, der das Heer bald verließ und eine Zeit lang als Beamter der Westbahn in Linz und Enns arbeitete. Diesen Posten gab er auch auf. Franz Poizat verhalf dem Ehepaar zum Kauf eines kleinen Gutshofs in Kroatien, das ihnen als Einnahmequelle dienen sollte, jedoch war die Bewirtschaftung ein Misserfolg. Poizat zerstritt sich mit dem Paar und galt schließlich als verschollen. Antonie und Arthur Kreiml mussten ihr Gut verkaufen und übersiedelten 1884 nach Wien.
Dort begann Antonie Baumberg Trikotleibchen für Damen zu nähen. Ihr gelang es einen kleinen Betrieb aufzubauen und Arbeiterinnen zu beschäftigen. Sie gründete 1888 den Frauenwohltätigkeitsverein in Donaufeld, dem sie bis 1896 vorstand. Die Trikotleibchen kamen zuletzt aus der Mode und sie musste die Produktion aufgeben. Baumberg hatte gelegentlich eigene dramatische Skizzen im Bekanntenkreis vorgelesen und auch bereits im Feuilleton kurze Prosaarbeiten veröffentlicht, als sie sich dazu entschloss, nunmehr Geld als Dramatikerin zu verdienen.
Das Raimundtheater in Wien führte 1897 mit der Posse Trab-Trab erstmals eines ihrer Stücke auf. Es hatte mäßigen Erfolg. Baumberg engagierte sich in Frauennetzwerken wie dem Verein der Schriftstellerinnen und Künstlerinnen Wien und dem Verein für erweiterte Frauenbildung, deren Ausschüssen sie jeweils angehörte, blieb in der Wiener Theaterszene jedoch eine Außenseiterin. Ihren größten Erfolg bei Publikum und Kritik hatte sie mit Eine Liebesheirat. Das düstere naturalistische Drama war autobiografisch gefärbt. Es kam 1899 am Wiener Kaiserjubiläums-Stadttheater unter der Direktion von Adam Müller-Guttenbrunn zur Uraufführung und wurde von vielen anderen Theatern übernommen, fiel in München allerdings durch. Müller-Guttenbrunn verpflichtete Baumberg, jedes neues Stück zuerst dem Kaiserjubiläums-Stadttheater anzubieten. Das Theater hatte eine ausgesprochen antisemitische Ausrichtung und ein entsprechendes Stammpublikum, das ihr im selben Jahr uraufgeführtes Volksstück Familie Bollmann ablehnte. Nach diesem Desaster wurde keines ihrer weiteren Dramen zu einem an Eine Liebesheirat heranreichenden Erfolg und die finanzielle Lage Antonie Baumbergs verschlechterte sich weiter.
Das Deutsche Volkstheater in Wien nahm 1902 drei ihrer Kurzdramen an, die einen Theaterabend bildeten, darunter Der Nachtwächter von Schlurn, das sie gemeinsam mit der Schweizer Autorin Goswina von Berlepsch geschrieben hatte. Ohne dass Baumberg und Berlepsch dem zugestimmt hatten, sollte die Uraufführung zugunsten der antisemitischen Deutsch-österreichischen Schriftstellergenossenschaft stattfinden. Daraufhin gaben große Teile des Premierenpublikums ihre Karten zurück und die Stücke wurden nach der zweiten Aufführung vorzeitig vom Spielplan genommen. Als dies in der Zeitungen stand, erschoss sich Antonie Baumberg. Sie war 42 Jahre alt.
Baumberg wurde auf dem Wiener Zentralfriedhof bestattet, wo ihr an ihrem ersten Todestag durch den Verein der Schriftstellerinnen und Künstlerinnen Wiens ein Grabdenkmal errichtet wurde. Nach ihr wurde weitere drei Jahre später die Baumberggasse in Wien-Donaufeld benannt. Schon in den 1920er Jahren galt die Schriftstellerin als vergessen.

## Werke
- Trab-Trab. Localposse mit Gesang in drei Acten. Musik von Max von Weinzierl. Täncer, Wien 1897.
- Familie Bollmann. Volksstück in vier Acten. Entsch, Berlin 1900.
- Eine Liebesheirat. Lebensbild in drei Acten und einem Vorspiel. Konegen, Wien 1900.
- Nur aus Trutz. Charakterskizze in einem Act. Konegen, Wien 1900.
- Das Kind. Volksstück in vier Aufzügen. Konegen, Wien 1901.
- Der Nachtwächter von Schlurn. Drama in zwei Acten. Konegen, Wien 1901. (Mit Goswina von Berlepsch.)
- Kleine Erzählungen und Skizzen. Konegen, Wien 1902.
- Max Wiebrecht. Komödie in einem Act. Konegen, Wien 1902.